# Georg Hettich
Georg Hettich (ur. 12 października 1978 w Furtwangen) – niemiecki narciarz klasyczny, specjalista kombinacji norweskiej, czterokrotny medalista olimpijski, dwukrotny medalista mistrzostw świata oraz srebrny medalista mistrzostw świata juniorów.

## Kariera
Po raz pierwszy na arenie międzynarodowej Georg Hettich pojawił się w sezonie 1996/1997 Pucharu Świata B. W zawodach tego cyklu startował do sezonu 1998/1999 i właśnie wtedy osiągnął najlepsze wyniki, zajmując ostatecznie 11. miejsce w klasyfikacji generalnej. Ani razu nie stanął jednak na podium. W międzyczasie osiągnął swój jedyny sukces w kategorii juniorów wraz z kolegami zdobywając srebrny medal w konkursie drużynowym podczas mistrzostw świata juniorów w Canmore w 1997 roku. Kilkanaście dni później wziął także udział w mistrzostwach świata w Trondheim, gdzie w sztafecie Niemcy zajęli szóste miejsce.
W Pucharze Świata zadebiutował 3 stycznia 2000 roku w Oberwiesenthal, zajmując 40. miejsce w sprincie. Pierwsze punkty zdobył już pięć dni później w Schonach, gdzie w zawodach metodą Gundersena był dwudziesty. W sezonie 1999/2000 wystartował jeszcze jedenaście razy, najlepszy wynik osiągając 11 stycznia 2000 roku w Val di Fiemme, gdzie był czternasty w Gundersenie. W klasyfikacji generalnej dało mu to 29. pozycję. W lecie 2000 roku wystartował w trzeciej edycji Letniego Grand Prix w kombinacji norweskiej. W czterech konkursach indywidualnych raz stanął na podium - 30 sierpnia w Oberhofie był trzeci w Gundersenie. W pozostałych startach plasował się w czołowej dziesiątce, dzięki czemu w klasyfikacji końcowej był trzeci, za Felixem Gottwaldem z Austrii oraz Samppą Lajunenem z Finlandii.
Na mistrzostwach świata w Lahti w 2001 roku startował tylko w konkurencjach indywidualnych. W sprincie był trzynasty, ale w zawodach metodą Gundersena spisał się słabiej zajmując dopiero 48. pozycję. W rywalizacji pucharowej w sezonie 2000/2001 osiągał przeciętne wyniki, które zaowocowały osiemnastym miejscem w klasyfikacji generalnej. Lepiej prezentował się w kolejnym sezonie, który ukończył na jedenastym miejscu. Sześciokrotnie znajdował się w czołowej dziesiątce zawodów, przy czym 18 stycznia 2002 roku w Libercu po raz pierwszy w karierze stanął na podium zawodów pucharowych, zajmując drugie miejsce w sprincie. Do końca sezonu na podium staną jeszcze jeden raz: 13 marca w Trondheim ukończył sprint na trzeciej pozycji. Podczas igrzysk olimpijskich w Salt Lake City wspólnie z Björnem Kircheisenem, Ronnym Ackermannem i Marcelem Höhligiem zdobył srebrny medal w konkursie drużynowym. Po skokach Niemcy zajmowali dopiero piątą pozycję, tracąc do prowadzących Finów blisko dwie minuty. Na trasie biegu byli jednak drugą najszybszą drużyną i dzięki temu wyprzedzili wszystkich oprócz Finów. Na mecie Niemcy stracili do zwycięzców tylko 7,5 sekundy, a trzecich Austriaków wyprzedzili o kolejne 3,5 sekundy. Indywidualnie wystąpił tylko w zawodach metodą Gundersena, jednak zajął zaledwie 34. miejsce.
Najlepsze wyniki osiągał w sezonach 2002/2003 i 2005/2006, które kończył na szóstej pozycji. W tym czasie na podium stawał ośmiokrotnie. W pierwszym przypadku zaczął 6 grudnia 2002 roku w Trondheim, gdzie był trzeci w sprincie, a dzień później drugi w Gundersenie, następnie zajął trzecie miejsce w Gundersenie 22 stycznia 2003 roku w Hakubie, a trzy dni później w Sapporo zajął drugą pozycję w starcie masowym. W sezonie 2005/2006 27 listopada w Ruce był trzeci w sprincie, 21 stycznia w Harrachovie w tej samej konkurencji był drugi, a dzień później trzeci w Gundersenie. Ostatnie podium w tym sezonie wywalczył 5 marca 2006 roku w Lahti, gdzie zajął trzecie miejsce w sprincie. Jak się później okazało było to ostatnie pucharowe podium w jego karierze. Na mistrzostwach świata w Val di Fiemme w 2003 roku razem z Thorstenem Schmittem, Ackermannem i Kircheisenem zdobył srebrny medal w sztafecie. Drugie miejsce Niemcy zajmowali już po skokach, tracąc 13 sekund do prowadzących Austriaków. Nie zdołali ich jednak wyprzedzić w biegu, na mecie meldując się ze stratą 12.6 sekundy. Obie konkurencje indywidualne Georg ukończył na czwartej pozycji. Było to wynikiem słabszej postawy w biegu, ponieważ po skokach do sprintu Hettich był na prowadzeniu o 9 sekund przed Ackermannem, a w Gundersenie skoki ukończył na drugiej pozycji za tym samym zawodnikiem. Na trasie biegu nie był w stanie obronić swej pozycji, choć w sprincie do zwycięzcy - Johnny'ego Spillane'a ze Stanów Zjednoczonych stracił tylko 2.1 sekundy.
Kolejny srebrny medal w sztafecie wywalczył wraz z Haseneyem, Hettichem i Kircheisenem podczas mistrzostw świata w Oberstdorfie w 2005 roku. Po skokach prowadzili Norwegowie o 19 sekund przed Austriakami oraz 36 sekund przed Amerykanami. Niemcy znajdowali się na piątej pozycji ze stratą minuty i 26 sekund. W biegu kazali się jednak najszybsi i zdołali awansować aż na drugie miejsce. Na mecie Ackermann, który biegł na ostatniej zmianie w ekipie niemieckiej stracił do zwycięzców tylko 7,1 sekundy, a o zaledwie 0,3 sekundy wyprzedził Gottwalda, który kończył sztafetę Austrii. Indywidualnie Georg lepiej wypadł w sprincie, w którym był siódmy, Gundersena ukończył na 22 pozycji. Największe sukcesy Niemiec osiągnął jednak na igrzyskach olimpijskich w Turynie w 2006 roku. W zawodach metodą Gundersena skoki na odległość 129,0 i 133,5 dały mu prowadzenie przed biegiem, do którego przystąpił z przewagą 2 sekund nad Petterem Tande z Norwegii. Prowadzenia tego już nie oddał i na mecie stawił się pierwszy o 9.8 sekundy przed Felixem Gottwaldem. W sprincie także prowadził po skokach. Przed wyruszeniem na trasę biegu miał 54 sekundy przewagi nad Gottwaldem oraz 56 sekund nad Norwegiem Magnusem Moanem. Okazało się to jednak za mało, bowiem obaj ci zawodnicy wyprzedzili Niemca, który zdołał utrzymać się na trzecim stopniu podium. W sztafecie Niemcy w składzie Björn Kircheisen, Georg Hettich, Ronny Ackermann i Jens Gaiser powtórzyli sukces sprzed czterech lat i zdobyli srebrny medal. Reprezentacja Niemiec prowadziła po skokach, jednak przewaga 10 sekund nad drugimi Austriakami okazała się zbyt mała, by odnieść zwycięstwo. Austriacy stopniowo zmniejszali stratę, choć gdy Ackermann przekazywał sztafetę Gaiserowi Niemcy mieli jeszcze 20 sekund przewagi. Biegnący w ekipie austriackiej Mario Stecher wyprzedził Gaisera i to Austriacy zdobyli złoto o 15 sekund przed Niemcami. Trzecie miejsce wywalczyli reprezentanci Finlandii, tracąc do Niemców 11.5 sekundy.
Od sezonu 2006/2007 Hettich uzyskiwał coraz słabsze rezultaty. W Pucharze Świata startował do sezonu 2009/2010, najlepszy wynik uzyskał jednak w sezonie 2006/2007, który ukończył na 25. pozycji. Na mistrzostwach świata w Sapporo w 2007 roku wystąpił tylko w Gundersenie, zajmując zaledwie 29. miejsce. W lecie 2008 roku zajął czwarte miejsce w jedenastej edycji Letniego Grand Prix. Na podium stanął wtedy tylko raz: 26 lipca 2008 roku w Hinterzarten zwyciężył w Gundersenie. Ostatnią duża imprezą w jego karierze były igrzyska olimpijskie w Vancouver w 2010 roku. Wystartował tam w zawodach metodą Gundersena na dużej skoczni, zajmując 24. miejsce. Ostatni oficjalny występ zanotował 14 marca 2010 roku w Oslo, gdzie w zawodach Pucharu Świata ukończył rywalizację w Gundersenie na 40. pozycji. W 2010 roku zakończył karierę.

## Osiągnięcia

### Igrzyska olimpijskie
| Miejsce | Dzień     | Rok  | Miejscowość    | Konkurencja           | Wynik zwycięzcy | Strata  | Zwycięzca      |
| ------- | --------- | ---- | -------------- | --------------------- | --------------- | ------- | -------------- |
| 34.     | 9 lutego  | 2002 | Salt Lake City | Gundersen K-90/15 km  | 39:11,7         | +6:06,1 | Samppa Lajunen |
| 2.      | 14 lutego | 2002 | Salt Lake City | Sztafeta K-90/4x5 km  | 48:42,2         | +7,5    | Finlandia      |
| 1.      | 11 lutego | 2006 | Pragelato      | Gundersen HS106/15 km | 39:44,6         | -       | -              |
| 2.      | 15 lutego | 2006 | Pragelato      | Sztafeta HS134/4x5 km | 49:52,6         | +15,3   | Austria        |
| 3.      | 21 lutego | 2006 | Pragelato      | Sprint HS134/7,5 km   | 18:29,0         | +9,6    | Felix Gottwald |
| 24.     | 25 lutego | 2010 | Vancouver      | Gundersen HS140/10 km | 25:32,9         | +2:22,6 | Bill Demong    |

### Mistrzostwa świata
| Miejsce | Dzień     | Rok  | Miejscowość   | Konkurencja           | Wynik zwycięzcy | Strata  | Zwycięzca        |
| ------- | --------- | ---- | ------------- | --------------------- | --------------- | ------- | ---------------- |
| 6.      | 23 lutego | 1997 | Trondheim     | Sztafeta K-90/4x5 km  | 52:18,0         | +3:06,2 | Norwegia         |
| 48.     | 15 lutego | 2001 | Lahti         | Gundersen K-90/15 km  | 39:26,7         | ?       | Bjarte Engen Vik |
| 13.     | 24 lutego | 2001 | Lahti         | Sprint K-116/7,5 km   | 19:40,3         | ?       | Marko Baacke     |
| 4.      | 21 lutego | 2003 | Val di Fiemme | Gundersen K95/15 km   | 37:54,2         | +1:35,9 | Ronny Ackermann  |
| 2.      | 24 lutego | 2003 | Val di Fiemme | Sztafeta K95/4x5 km   | 47:23,9         | +12,6   | Austria          |
| 4.      | 28 lutego | 2003 | Val di Fiemme | Sprint K120/7,5 km    | 18:47,8         | +2,1    | Johnny Spillane  |
| 22.     | 18 lutego | 2005 | Oberstdorf    | Gundersen HS100/15 km | 38:56,2         | +2:09,4 | Ronny Ackermann  |
| 2.      | 23 lutego | 2005 | Oberstdorf    | Sztafeta HS137/4x5 km | 49:45,5         | +7,1    | Norwegia         |
| 7.      | 27 lutego | 2005 | Oberstdorf    | Sprint HS137/7,5 km   | 20:15,6         | +1:05,5 | Ronny Ackermann  |
| 29.     | 3 marca   | 2007 | Sapporo       | Gundersen HS100/15 km | 38:35,6         | +5:16,3 | Ronny Ackermann  |

### Mistrzostwa świata juniorów
| Miejsce | Dzień     | Rok  | Miejscowość | Konkurencja          | Wynik zwycięzcy | Strata | Zwycięzca |
| ------- | --------- | ---- | ----------- | -------------------- | --------------- | ------ | --------- |
| 2.      | 14 lutego | 1997 | Canmore     | Sztafeta K-89/3x5 km | ?               | ?      | Francja   |

### Puchar Świata

#### Miejsca w klasyfikacji generalnej
- sezon 1999/2000: 29.
- sezon 2000/2001: 18.
- sezon 2001/2002: 11.
- sezon 2002/2003: 6.
- sezon 2003/2004: 14.
- sezon 2004/2005: 12.
- sezon 2005/2006: 6.
- sezon 2006/2007: 25.
- sezon 2007/2008: 26.
- sezon 2008/2009: 38.
- sezon 2009/2010: 37.

#### Miejsca na podium chronologicznie
| Nr  | Data              | Miejscowość | Konkurencja             | Wynik zwycięzcy | Pozycja | Strata      | Zwycięzca        |
| --- | ----------------- | ----------- | ----------------------- | --------------- | ------- | ----------- | ---------------- |
| 1.  | 18 stycznia 2002  | Liberec     | Sprint K120/7.5 km      | 19:33.2 min     | 2.      | +9.5 s      | Ronny Ackermann  |
| 2.  | 13 marca 2002     | Trondheim   | Sprint K120/7.5 km      | 19:03.1 min     | 3.      | +3.9 s      | Samppa Lajunen   |
| 3.  | 6 grudnia 2002    | Trondheim   | Sprint K120/7.5 km      | 18:17.7 min     | 3.      | +5.6 s      | Björn Kircheisen |
| 4.  | 7 grudnia 2002    | Trondheim   | Gundersen K120/15 km    | 35:33.0 min     | 2.      | +0.1 s      | Björn Kircheisen |
| 5.  | 22 stycznia 2003  | Hakuba      | Gundersen K120/7.5 km   | 20:35.2 min     | 3.      | +20.0 s     | Ronny Ackermann  |
| 6.  | 25 stycznia 2003  | Sapporo     | Start masowy K120/10 km | 253.6 pkt       | 2.      | -2.2 pkt    | Ronny Ackermann  |
| 7.  | 10 stycznia 2004  | Seefeld     | Sprint K90/7.5 km       | 17:47.5 min     | 3.      | +9.0 s      | Hannu Manninen   |
| 8.  | 27 listopada 2005 | Ruka        | Sprint HS142/7.5 km     | 19:18.2 min     | 3.      | +6.2 s      | Mario Stecher    |
| 9.  | 21 stycznia 2006  | Harrachov   | Sprint HS100/7.5 km     | 19:43.6 min     | 2.      | +31.5 s     | Hannu Manninen   |
| 10. | 22 stycznia 2006  | Harrachov   | Gundersen HS100/15 km   | 39:57.7 min     | 3.      | +1:20.6 min | Hannu Manninen   |
| 11. | 5 marca 2006      | Lahti       | Sprint HS130/7.5 km     | 20:33.0 min     | 3.      | +17.1 s     | Björn Kircheisen |

### Puchar Kontynentalny

#### Miejsca w klasyfikacji generalnej
- sezon 1996/1997: 30.
- sezon 1997/1998: 54.
- sezon 1998/1999: 11.

#### Miejsca na podium chronologicznie
Hettich nigdy nie stanął na podium zawodów Pucharu Kontynentalnego.

### Letnie Grand Prix

#### Miejsca w klasyfikacji generalnej
- 1998: 29.
- 1999: 13.
- 2000: 3.
- 2001: 16.
- 2002: 7.
- 2003: 30.
- 2004: 28.
- 2005: 6.
- 2006: 12.
- 2007: 18.
- 2008: 4.
- 2009: 43

#### Miejsca na podium chronologicznie
| Nr | Data             | Miejscowość  | Konkurencja              | Wynik zwycięzcy | Pozycja | Strata | Zwycięzca      |
| -- | ---------------- | ------------ | ------------------------ | --------------- | ------- | ------ | -------------- |
| 1. | 30 sierpnia 2000 | Oberhof      | Gundersen K90/15 km      | ?               | 3.      | ?      | Samppa Lajunen |
| 2. | 21 sierpnia 2002 | Winterberg   | Gundersen K90/14 km      | ?               | 1.      | -      | -              |
| 3. | 3 września 2005  | Steinbach    | Start masowy HS140/10 km | 193.2 pkt       | 1.      | -      | -              |
| 4. | 26 lipca 2008    | Hinterzarten | Gundersen HS108/16.1 km  | 31:42.4 min     | 1.      | -      | -              |